# Јосупени (Јаши)
Јосупени (рум. Iosupeni) насеље је у Румунији у округу Јаши у општини Котнари. Oпштина се налази на надморској висини од 106 m.

## Становништво
Према подацима из 2002. године у насељу је живело 178 становника, од којих су сви румунске националности.